# François Charles-Roux
Pour les autres membres de la famille, voir Charles-Roux.
François Charles-Roux, né le 19 novembre 1879 à Marseille (Bouches-du-Rhône) et mort le 26 juin 1961 à Paris 6e (Seine), est un diplomate, historien et homme d'affaires français.

## Biographie
François Charles-Roux  est le fils de l'industriel, armateur et homme politique Jules Charles-Roux et de Marie-Claire Canaple. Licencié en droit et en lettres en 1901 et diplômé d'études supérieures d'histoire et de géographie, il sort également diplômé de l'École libre des sciences politiques. Il opte pour la carrière diplomatique et est reçu premier au concours du ministère des Affaires étrangères en 1902. D'abord envoyé en tant qu'attaché d'ambassade à Saint-Pétersbourg, il revient à Paris en 1904 comme attaché à l'administration centrale du ministère des Affaires étrangères, à la direction des consulats, avant d'être nommé secrétaire d'ambassade à Constantinople l'année suivante. Il passe second secrétaire d'ambassade au Caire en 1907, puis premier secrétaire à Londres en 1912 et conseiller d'ambassade à Rome en 1916.

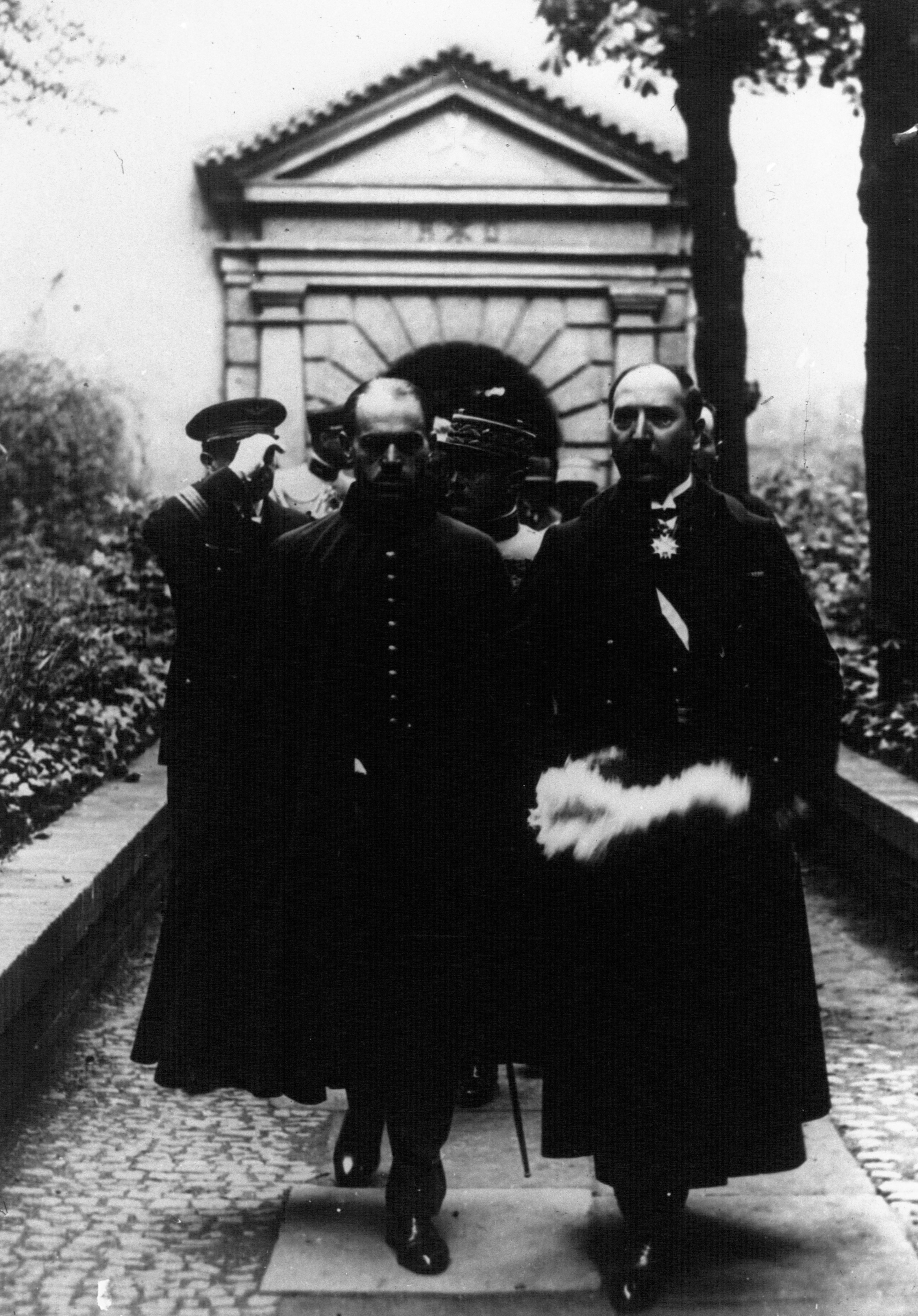
Service funèbre du président Doumer, M. Seguin et Charles-Roux.

Nommé inspecteur général des postes diplomatiques et consulaires le 21 novembre 1924, il est délégué permanent, en qualité de ministre plénipotentiaire, à la Commission européenne du Danube en 1925, puis il préside la Commission du stage en tant que membre du jury du concours pour l'admission dans les carrières diplomatique et consulaire. Il est également l'ambassadeur français à Prague de 1926 à 1932, où il reçoit Maurice Ravel et Marguerite Long en février 1932 au Palais Buquoy.
Il devient ambassadeur de France près le Saint-Siège en 1932. Jusqu'en 1940, Charles-Roux appuie sur cette position pour propager la pensée française dans le monde catholique. En mai 1940, il succède à Alexis Léger au poste de secrétaire général du ministère des Affaires étrangères, mais, en opposition avec la politique mise en place, il quitte ses fonctions au mois d'octobre suivant.
Ses travaux d'historien lui valent d'être primé par l'Académie française (prix Montyon en 1911, prix d'Académie en 1923 et prix Maujean en 1929) et d'élu membre de l'Académie des sciences morales et politiques en 1934. 
Il est membre du bureau de la Délégation de la France libre à Washington en 1942. 
Après la Seconde Guerre mondiale, il est l'un des dirigeants du Secours catholique international et devient en 1946 le tout premier président du Secours catholique nouvellement créé,.
Il est fervent défenseur du maintien de l'empire colonial français et anime notamment le groupe ultra « Présence française » qui lutte pour le maintien du protectorat français du Maroc. Membre de la Société française d’histoire des outre-mers et l'Académie des sciences d'outre-mer, il préside de 1944 à 1956 un lobby colonial, le Comité central de la France d'outre-Mer (CCFOM), héritier de l'Union coloniale française que son père avait présidée. Il préside également la Compagnie universelle du canal maritime de Suez de 1948 à 1956. 
Il est également président de la Société de l'histoire de France en 1949.
Il est inhumé au cimetière Saint-Pierre, à Marseille.

### Vie familiale
François Charles-Roux épouse en 1914 Sabine Gounelle, d'une famille de négociants marseillais propriétaire de la villa Valmer. Il est le père de l'écrivaine Edmonde Charles-Roux, de Cyprienne, princesse del Drago, et du prêtre rosminien Jean-Marie Charles-Roux.

## Principales publications
- Les Échelles de Syrie et de Palestine au dix-huitième siècle (1907)
- La Production du coton en Égypte (1908)
- Les Origines de l'expédition d'Égypte (1910) - prix Montyon
- Alexandre II, Gortchakoff et Napoléon III (1913)
- L'Expedition des Dardanelles au jour le jour (1920)
- Autour d'une route. L'Angleterre. L'Isthme de Suez et l'Égypte au XVIIIe siècle (1922) - prix d'Académie
- L'Isthme de Suez et les rivalités européennes au XVIe siècle (1924)
- L'Angleterre et l'expédition française en Égypte (2 volumes, 1925)
- Le Projet français de commerce avec l'Inde par Suez sous le règne de Louis XVI (1926)
- Trois ambassades françaises à la veille de la guerre (1928) - prix Maujean
- Le Projet français de conquête de l'Egypte sous le règne de Louis XVI (1929)
- Bonaparte et la Tripolitaine (1929)
- Les Travaux d'Herculais ou Une extraordinaire mission en Barbarie (1929)
- France et Afrique du Nord avant 1930. Les Précurseurs de la conquête (1932)
- Bonaparte, gouverneur d'Égypte (1936)
- France et chrétiens d'Orient (1939)
- Huit ans au Vatican, 1932-1940 (1947)
- La Paix des Empires centraux (1947)
- Cinq mois tragiques aux Affaires étrangères (21 mai - 1er novembre 1940) (1949)
- Thiers et Méhémet Ali (1951)
- Rome, asile des Bonaparte (1952)
- Souvenirs diplomatiques d'un âge révolu, Saint-Pétersbourg, 1902-1904, Paris, 1904, Constantinople, 1905-1907, Le Caire, 1907-1912, Londres, 1912-1914 (1956)
- Souvenirs diplomatiques. Rome-Quirinal, février 1916-février 1919 (1958)
- Souvenirs diplomatiques. Une grande ambassade à Rome. 1919-1925 (1961)

## Distinctions
- Grand officier de la Légion d'honneur
- Croix de guerre 1914–1918